# Байчева, Ивелина
Ивелина Байчева (болг. Ивелина Байчева; род. 17 июля 2003, София) — болгарская фигуристка, выступающая в одиночном катании. Серебряный призёр чемпионата Болгарии (2022).

## Карьера
Байчева начала заниматься фигурным катанием в 2010 году. Тренируется в родной Софии под руководством Андрея Лутая. Над хореографией и постановкой программ работает с многократной чемпионкой Болгарии в одиночном катании Соней Радевой.
На юниорском уровне фигуристка дважды была серебряным призёром чемпионата Болгарии (2019, 2020), выступала в соответствующей серии Гран-при и Олимпийских играх. На юношеской Олимпиаде, которая проходила в 2020 году в Швейцарии, Байчева заняла предпоследнее пятнадцатое место. В первый день соревнований она занимала шестнадцатую строчку, но за счёт более успешной произвольной программы поднялась на одну строчку в итоговом протоколе.
Начиная с сезона 2020/2021 спортсменка соревновалась среди взрослых. На первом взрослом национальном чемпионате она финишировала четвёртой. В следующем сезоне Байчева завоевала серебро чемпионата Болгарии и впервые участвовала в турнирах серии Челленджер — Lombardia Trophy и Золотой конёк Загреба, где установила личные рекорды за короткую и произвольную программы, соответственно.

## Результаты
| Соревнования                | 18/19         | 19/20         | 20/21         | 21/22         |
| Международные               | Международные | Международные | Международные | Международные |
| --------------------------- | ------------- | ------------- | ------------- | ------------- |
| Золотой конёк Загреба       |               |               |               | 18            |
| Lombardia Trophy            |               |               |               | 22            |
| Tayside Trophy              |               |               |               | 7             |
| Skate Helena                |               |               | 4             |               |
| Sofia Trophy                |               |               | 13            |               |
| Международные среди юниоров |               |               |               |               |
| Олимпийские игры            |               | 15            |               |               |
| Олимпийский фестиваль       | 20            |               |               |               |
| Гран-при Чехии              | 22            |               |               |               |
| Black Sea Ice Cup           |               | 6             |               |               |
| Sofia Trophy                |               | 5             |               |               |
| Skate Helena                |               | 3             |               |               |
| Icelab International Cup    |               | 3             |               |               |
| Denkova-Staviski Cup        | 4             | 2             |               |               |
| Skate Victoria              | 2             |               |               |               |
| Crystal Skate               | 1             |               |               |               |
| Национальные                |               |               |               |               |
| Чемпионат Болгарии          |               |               | 4             | 2             |
| ЧБ среди юниоров            | 2             | 2             |               |               |